# Cestrum contrerasianum
Cestrum contrerasianum är en potatisväxtart som beskrevs av A.K.Monro. Cestrum contrerasianum ingår i släktet Cestrum och familjen potatisväxter. Inga underarter finns listade i Catalogue of Life.